# Parliament-Funkadelic
Parliament-Funkadelic je americká funk rocková skupina. Jedná se o jeden z mnoha projektů skupiny P-Funk George Clintona. Skupina vznikla v roce 1967. V roce 1997 byla skupina uvedena do Rock and Roll Hall of Fame.

## Diskografie
- 1970 Osmium
- 1974 Up for the Down Stroke
- 1975 Chocolate City
- 1975 Mothership Connection
- 1976 The Clones of Dr. Funkenstein
- 1977 Funkentelechy Vs. the Placebo Syndrome
- 1977 Live: P-Funk Earth Tour
- 1978 Motor Booty Affair
- 1979 Gloryhallastoopid
- 1980 Trombipulation
- 1996 Live, 1976–1993

## Umělci P-Funk
- George Clinton
- Bootsy Collins
- Catfish Collins
- Maceo Parker
- Fred Wesley
- Parlet
- Brides of Funkenstein
- The Horny Horns
- Bootsy’s Rubber Band
- Quazar
- Mutiny
- Godmoma
- Kiddo
- Walter Morrison
- Eddie Hazel
- Garry Shider